# Gert Petersen
Gert Verner Petersen, född 19 augusti 1927 i Nykøbing Falster, död 1 januari 2009 i Herlev, var en dansk journalist och politiker för Socialistisk Folkeparti. Han var folketingsledamot 1966-1998, partiledare 1974-1991 och europaparlamentariker 1977-1979.

## Biografi
Gert Petersen var son till fabriksarbetaren Karen Rolandsen, som endast var 18 år gammal då hon fick honom. Modern vägrade gifta sig med Petersens far och han fick bo hos sina morföräldrar. När han var 13 år var han medlem i DNSAP:s ungdomsförbund i tron att det kämpade för socialismen men gick ur efter tio månader. 1943 blev han aktiv i den danska motståndsrörelsen och fick i uppdrag att bilda en grupp om fem för Frihetsrådet. I oktober 1944 blev han arresterad av Gestapo och internerad i Vestre Fængsel. Han deporterades sedan till Frøslevlägret där han var internerad till krigsslutet 1945. Efter frigivningen tog han studentexamen från katedralskolen i Nykøbing Falster och flyttade sedan till Köpenhamn för att studera historia på universitetet. Han gick samtidigt med i Danmarks Kommunistiske Ungdom (DKU). Det politiska engagemanget prioriterades till slut högre än studierna och hans examensarbete om Weimarrepubliken blev aldrig färdigskrivet. 1953-1960 var han skribent på vänstertidningen Dialog. Tillsammans med bl.a. Aksel Larsen exkluderades han ur Danmarks Kommunistiske Parti (DKP) 1958 och de bildade samma år Socialistisk Folkeparti (SF). Från 1961 var Petersen ledamot i partistyrelsen. Han var även redaktör för partitidningen Minavisen (1962-1967) och för Her og Nu (1967-1972). Han ansågs länge vara partiets ideolog och centralfiguren i utformandet av folksocialismen.
Petersen blev invald i Folketinget första gången 1966 och var bl.a. ledamot i utrikesnämnden och partiets utrikespolitiska talesperson från 1968. Han var i flera omgångar också dansk delegat i FN:s generalförsamling. Han partiets politiska talesperson (1972-1991). 1974 utsågs han till Sigurd Ømanns efterträdare som partiledare och profilerade sig i synnerhet som en karismatisk ledare och som en god talare. Han intog partiledarskapet i en tid då SF upplevde några av sina sämsta valresultat, i synnerhet i valet 1975 då partiet fick 5 % av rösterna och 9 mandat. Detta vände dock under 1980-talet då partiet fick flera valframgångar.
Petersen efterträddes som partiledare av Holger K. Nielsen 1991. Han fortsatte som folketingsledamot till 1998.